# Въпрос на достойнство
„Въпрос на достойнство“ (на гръцки: Το τελευταίο ψέμα) е гръцки драматичен филм от 1957 година на режисьора Михалис Какоянис.

## Сюжет
Семейство Пела са магнати, които са изправени пред финансов крах. Отчаяни да прикрият бедственото си положение и да могат да поддържат социалния си статус, те планират да омъжат красивата си дъщеря Хлои (Ели Ламбети) за един богат и глупав мъж на средна възраст. Попаднала в капан между грижите покрай семейството и обречената си любов към младия и, но беден приятел, Хлои намира убежище при пенсионираната си бавачка.

## В ролите
- Ели Ламбети като Хлои Пела
- Атина Михаилиду като Роксани Пела
- Елени Зафеириу като Катерина
- Йоргос Папас като Клеон Пела
- Михалис Николинакос като Галанос
- Димитрис Папамихаил като Маркос
- Минас Христидис като Никос Дрицас
- Василис Каилас като Василакис

## Номинации
- Номинация за БАФТА за най-добра чуждестранна актриса на Ели Ламбети от 1960 година.
- Номинация за Златна палма за най-добър филм от Международния кинофестивал в Кан, Франция през 1958 година.[1]